# Mary Ann Nichols
Mary Ann Nichols, de domo Mary Ann Walker, ps. Polly (ur. 26 sierpnia 1845, zm. 31 sierpnia 1888) – brytyjska prostytutka, uważana powszechnie za pierwszą ofiarę jednego z najbardziej znanych seryjnych morderców – Kuby Rozpruwacza, który mordował i okaleczał swoje ofiary w londyńskiej dzielnicy Whitechapel w 1888 roku.

## Życiorys
Mary Ann urodziła się na londyńskim East Endzie, przy ulicy Dawes Court, na tyłach Shoe Lane. Jej ojciec, Edward Walker był ślusarzem, matka, Caroline, zajmowała się domem. Polly poślubiła Williama Nicholsa, drukarza, w kościele St Bride przy Fleet Street 16 stycznia 1864 roku. Urodziła mu pięcioro dzieci: Edwarda Johna (1866), Percy George'a (1868), Alice Esther (1870), Elizę Sarah (1876) i Henry'ego Alfreda (1878). Coraz liczniejsza rodzina zamieszkiwała w Walworth, przy Trafalgar Street 131 (od lata 1868), by w roku 1874 przeprowadzić się pod adres 6D Block, Peabody Square, Duke Street, Lambeth.
Około roku 1880 małżeństwo Nicholsów ostatecznie się rozpadło i Mary Ann, porzuciwszy męża i dzieci, stała się na jakiś czas pensjonariuszką Lambeth Workhouse, gdzie zamieszkiwała od 6 września 1880 do 31 maja 1881. Później ślad Polly w rejestrach ginie na rok. Mary Ann dalszą część życia spędziła w przytułkach i noclegowniach (pojawiając się co jakiś czas w Lambeth Workhouse) tracąc w międzyczasie prawo do alimentów, wypłacanych jej wcześniej przez męża, jako że związała się z innym mężczyzną. Przez krótki czas mieszkała również ze swoim ojcem, który wspominał później że Polly, jakkolwiek nie spędzała nocy poza domem i nie miała w zwyczaju prowadzać się z mężczyznami, bardzo dużo piła, czego Edward Walker nie mógł ścierpieć. To prowadziło do licznych kłótni i skończyło się wyprowadzką Mary Ann. Wyprowadziwszy się z rodzicielskiego domu Polly związała się z kowalem z York Mew, 15 York Street, Walworth, nazwiskiem Thomas Stuart Dew. Jednak i ten związek się rozpadł, a po raz ostatni Dew widział Polly na pogrzebie swego zabitego w wypadku syna, w czerwcu 1886 roku.
Pierwszą część ostatniego roku życia Mary Ann spędziła w przytułkach i noclegowniach, między innymi w StGilles Workhouse, Strand Workhouse, Mitcham Workhouse i wreszcie Lambeth Workhouse, który opuściła 12 maja 1888 roku, podjąwszy ostatnią desperacką próbę powrotu do normalnego życia. Zatrudniła się jako służąca u Samuela i Sarah Cowdry, zamieszkałych w Ingleside, Rose Hill Road, Wandsworth. Stamtąd wysłała ostatni list do swojego ojca. Dwunastego lipca Polly opuściła dom swych chlebodawców, kradnąc ubrania warte 3 funty i 10 szylingów. Kilka dni później wprowadziła się do pokoiku w Wilmott’s Lodging House przy Thrawl Street 18 w Whitechapel, który dzieliła z Ellen Holland. Ellen wspominała ją później jako osobę cichą, schludną i nieagresywną.

## Śmierć

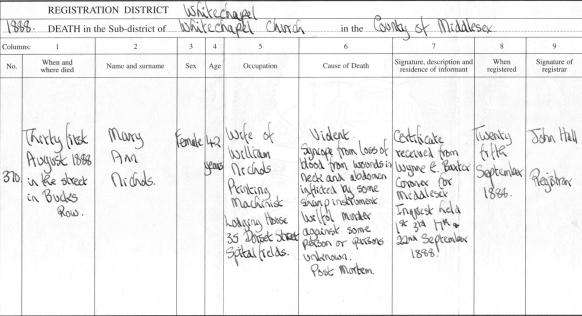
Karta zgonu M. Nichols

30 sierpnia 1888 roku około godziny 23:00, widziano Polly idącą Whitechapel Road. Odwiedziła pub „Frying Pan” na Brick Lane w Spitalfields i wyszła stamtąd 31 sierpnia około godziny 0:30. O godzinie 1:20 wróciła do swojego pokoiku na Thrawl Street. Pięćdziesiąt minut później zobaczył ją zastępca kierownika przytułku, który poprosił ją o 4 pensy na czynsz, gdy oznajmiła mu że nie ma pieniędzy, nakazał jej opuścić przybytek. Nichols wskazując na swój nowy czarny aksamitny czepek, odrzekła: I'll soon get my doss money. See what a jolly bonnet I've got now. („Wkrótce dostanę pieniądze. Zobacz, jaki mam teraz wesoły czepek.”).
O godzinie 2:30 nad ranem, Ellen Holland napotkała pijaną Polly stojącą na rogu Osborn Street i Whitechapel Road. Ellen próbowała namówić przyjaciółkę do powrotu do domu, Polly jednak uparła się, że musi zarobić pieniądze i porzuciła towarzystwo Holland odchodząc Whitechapel Street. Ellen była ostatnią osobą która widziała Mary Ann żywą.
Ok. godziny 3:40 w piątek 31 sierpnia 1888 roku na małej uliczce o nazwie Buck's Row w Whitechapel, 200 jardów od Royal London Hospital zostało odnalezione jeszcze ciepłe ciało Mary Ann Nichols przez udającego się do pracy robotnika. Miała dwukrotnie poderżnięte gardło od lewej do prawej strony, jej rozcięta jama brzuszna ukazywała jelita, a w okolicy pachwin znajdowały się dwa małe nacięcia.
Uliczka była słabo oświetlona i wąska, tak że Charles Cross, który znalazł ciało, wziął je z początku za stertę szmat, zrozumiawszy swoją pomyłkę, dopiero gdy podszedł bliżej, wraz z Robertem Paulem, który również podążał do pracy przez Buck's Row i upewnieniu się że kobieta jest martwa czy po prostu nieprzytomna, Cross udał się na poszukiwanie policji, ściągając konstabla Jonasa Mizena z jego posterunku na skrzyżowaniu Hanbury i Old Montague Street. Następnie obaj mężczyźni udali się w dalszą podróż do pracy.

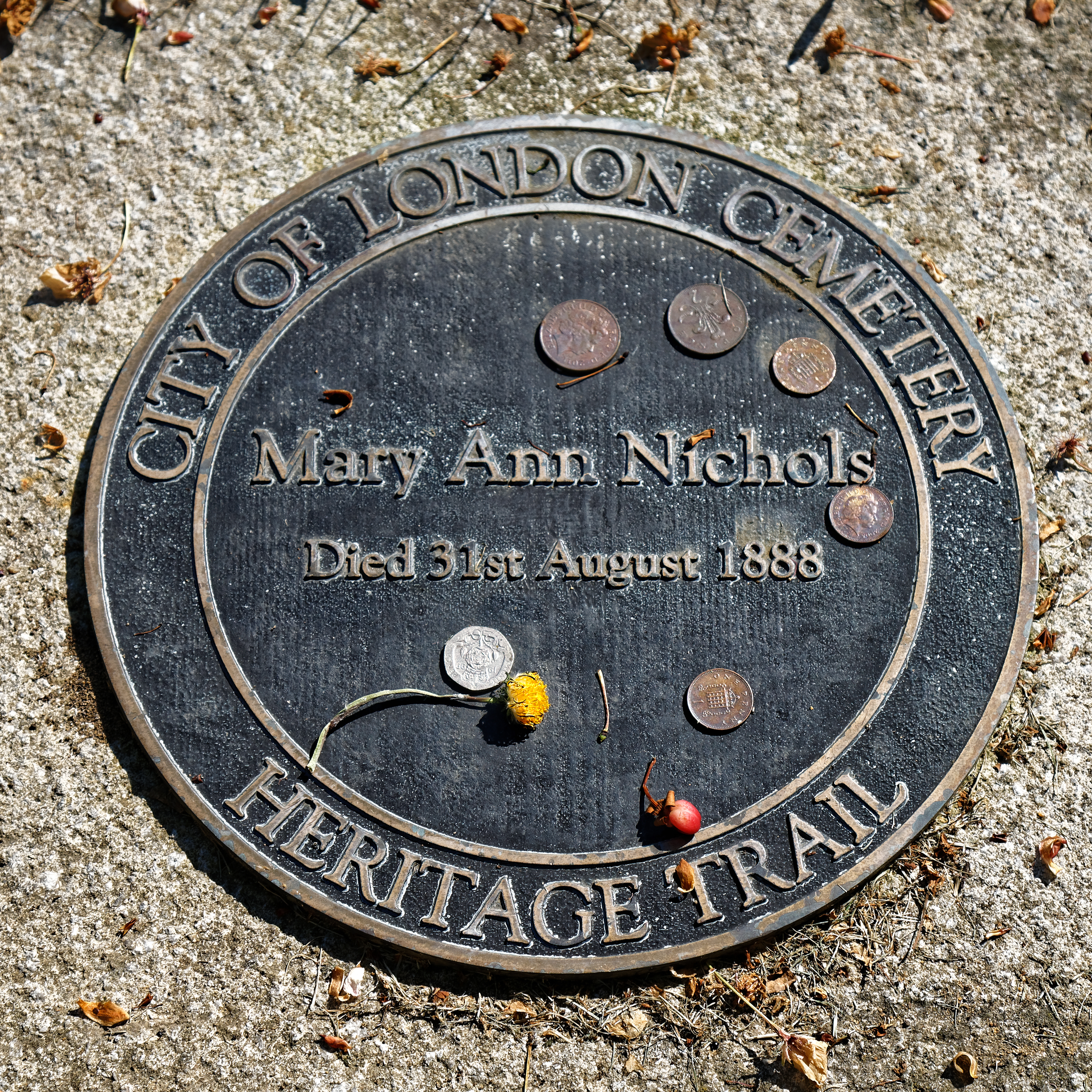
Grób Polly Nichols w City of London Cemetery

Krótko przed tym, jak Mizen dotarł do Buck's Row, na miejscu zbrodni był już konstabl John Neil który w międzyczasie natknął się na ciało w trakcie patrolu.

### Śledztwo i powiązanie z wcześniejszymi morderstwami
Mieszkańcy okolicznych domów niczego podejrzanego nie widzieli ani nie słyszeli, tak samo patrol policji z tego rewiru, policjant John Thain patrolując Buck's Row ok. godziny 3:10 również nic nie zauważył. Patolog stwierdził, że Nichols została zabita ok. godziny 3:30.
Wkrótce potem gazeta „Star” opublikowała artykuł, w którym uznano, że za zabójstwa Smith, Tabram i Nichols odpowiada pojedynczy morderca. To sensacyjne twierdzenie podchwyciły później inne czasopisma. Zaniepokojony wieściami o grasującym w Londynie seryjnym mordercy Scotland Yard powierzył dochodzenie trzem funkcjonariuszom: Frederickowi Abberline, Henry’emu Moore i Walterowi Simonowi Andrewsowi. Związany ze sprawą koroner Edwin Baxter zanegował związek śmierci Nichols z zabójstwami Tabram oraz Smith, wskazując na fakt, że dwie ostatnie kobiety nie miały podciętego gardła oraz charakterystycznych okaleczeń.